# Joseph Befe Ateba
Joseph Befe Ateba (ur. 25 kwietnia 1962 w Nkoabe, zm. 4 czerwca 2014 w Pretorii) – kameruński duchowny katolicki, biskup Kribi w latach 2008-2014.

## Życiorys
Święcenia kapłańskie przyjął 20 czerwca 1987 i uzyskał inkardynację do archidiecezji Jaunde. Był m.in. sekretarzem komisji kameruńskiego episkopatu ds. komunikacji, wykładowcą seminariów w Ngoya, kanclerzem kurii oraz wikariuszem generalnym archidiecezji.
19 czerwca 2008 papież Benedykt XVI mianował go biskupem nowo powstałej diecezji Kribi. Sakry biskupiej udzielił mu 4 października 2008 abp Robert Sarah.
W 2011 prezydent Kamerunu Paul Biya mianował go przewodniczącym Krajowej Rady ds. Komunikacji.
Zmarł w szpitalu w Pretorii 4 czerwca 2014.